# Gaston Carlet
Gaston Carlet (Dijon, 1845-Grenoble, 1892) fue un médico y naturalista francés.

## Biografía
Nació en 1845 en Dijon. Médico y naturalista, fue catedrático en la Universidad de Grenoble y miembro correspondiente de la Academia de Medicina de París. Fue autor de un tratado de zoología médica y de numerosas memorias sobre anatomía y fisiología comparadas. Falleció el 18 de mayo de 1892 en Grenoble.